# Korgoth of Barbaria
Korgoth of Barbaria es un dibujo animado creado por Aaron Springer (ilustrador artístico en Bob Esponja y Las macabras aventuras de Billy y Mandy) y producido por Cartoon Network Studios. El episodio piloto fue emitido por primera vez el 3 de junio de 2006 dentro del bloque programático Adult Swim de Cartoon Network en Estados Unidos. El 18 de junio el mismo bloque Adult Swim anunció por una cortinilla que el dibujo fue oficialmente escogido para ser serie animada.
La serie sigue el recorrido de un bárbaro llamado Korgoth. Esta serie parodia a Conan el Bárbaro, como también a todo el género de Espada y brujería (conocido como Sword & Sorcery) en general. La serie se da en un mundo post-apocalíptico donde existen simultáneamente tanto la ciencia como la hechicería, de forma similar a Thundarr el Bárbaro. 
El episodio piloto fue ilustrado por Aaron Springer y la animación fue dirigida por Genndy Tartakovsky. La música del corto fue compuesta por Lee Holdridge.